# Diocese de Yei

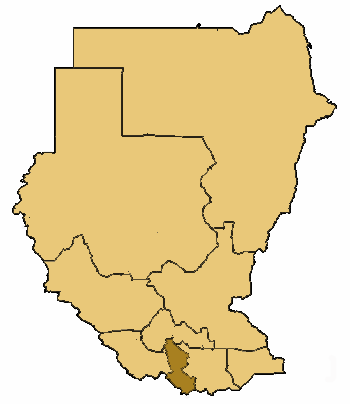
Localização da diocese no mapa

A Diocese de Yei (Latim: Diœcesis Yeiensis) é uma diocese localizada na cidade de Yei pertencente á arquidiocese de Juba no Sudão do Sul. Foi fundada em 21 de março de 1986, e no ano de 2017  haviam 416 mil batizados num total de 851 mil habitantes, somando cerca de 48,9% da população.

## Bispos
Bispos responsáveis:
- Dom Erkolano Lodu Tombe, (desde 21 de março de 1986)